# Корреспондентская застольная
«Корреспондентская застольная» («Песенка военных корреспондентов») — песня, написанная поэтом Константином Симоновым и композитором Матвеем Блантером в 1943 году. При публикации часть авторского текста подверглась цензуре. Популярность песни связана прежде всего с именем Леонида Утёсова.

## История песни
От Москвы до Бреста

Нет такого места,

Где бы ни скитались мы в пыли,

С «лейкой» и с блокнотом,

А то и с пулемётом

Сквозь огонь и стужу мы прошли.

Без глотка, товарищ,

Песню не заваришь,

Так давай по маленькой нальём!

Выпьем за писавших,

Выпьем за снимавших,

Выпьем за шагавших под огнём.

В 1943 году корреспондент газеты «Красная звезда» Константин Симонов добирался по заданию редакции из Краснодара в Ростов. Маршрут был сложным, водитель — немногословным. Чтобы отвлечься, Симонов, сидевший в кабине «виллиса», в течение двух суток сочинял песню, посвящённую фронтовым журналистам. Возможности записать текст у автора не было, поэтому поэт многократно и почти непрерывно проговаривал вслух каждую строчку.
В Батайске, где находился корреспондентский пункт симоновского издания, журналиста встретили коллеги. Они накрыли стол, выставили водку и закуску; там же написанная Симоновым песня впервые была исполнена на мотив дворовой «Мурки». Вскоре в корпункте появился военный врач, которому водитель доложил о странном поведении «ненормального подполковника», всю дорогу произносившего какие-то стихи. Спустя годы поэт поведал об этой истории в радиоэфире; откликом на его воспоминания стало письмо из Ялты, автор которого признался, что был тем самым доктором, срочно вызванным из санитарной части.
В том же 1943 году «Песенка военных корреспондентов» стала фрагментом спектакля «Жди меня» (режиссёр Николай Горчаков). Новую оригинальную музыку написал Матвей Блантер, а исполнял песню актёр Ростислав Плятт. Широкую известность песня получила, когда её включил в свой репертуар Леонид Утёсов. Симонову его прочтение текста понравилось; поэт утверждал, что певец «приделал песне колёса».

## Вмешательство цензуры
В годы войны авторская версия текста песни была значительно исправлена цензурой; этот вариант впоследствии вошёл в сборники стихотворений Симонова. Так, в первом варианте были строчки: «Без ста грамм, товарищ, / Песню не заваришь. / Так давай по маленькой хлебнём», которые цензура превратила в: «Без глотка, товарищ, / Песню не заваришь. / Так давай за дружеским столом…», забыв, по словам поэта, про «наркомовские 100 грамм». Строку: «От ветров и водки / Хрипли наши глотки» цензор заменил на другую: «От ветров и стужи / Петь мы стали хуже». От лица корреспондентов в песне пелось: «Там, где мы бывали, / Нам танков не давали, — / Репортёр погибнет — не беда». Вторую строку этого двустишия изменили на: «Но мы не терялись никогда».
Интересно, что несмотря на цензурные правки, пластинка № 12479, записанная Утёсовым 3 февраля 1945 года, была отпечатана лишь в нескольких пробных экземплярах и в тираж тогда не пошла.
Симонов был недоволен ещё и тем, что в течение двух десятилетий в стихах и песне отсутствовал полностью выброшенный цензурой куплет: «Помянуть нам впору / Мёртвых репортеров. / Стал могилой Киев им и Крым. / Хоть они порою / Были и герои, / Не поставят памятника им»; эти строки были возвращены в стихотворные сборники лишь во время оттепели, однако песня и дальше жила без них.
В начале 1960-х годов поэт при встрече с Утёсовым сообщил, что хотел бы вернуться к изначальной редакции стихотворения. Он подарил певцу свой сборник «Стихи и поэмы», исправив от руки, чернилами типографский текст «Корреспондентской застольной» и сопроводив надписью: «Дорогого Леонида Осиповича Утесова прошу петь только так — на мою голову, а если её одной мало, то ещё и на свою! Ваш Константин Симонов. 25/V 1963 года». Оркестр Утёсова был в отпуске, но тот не стал ждать и через несколько дней записал на радио в сопровождении инструментального квартета почти полностью авторский вариант «Корреспондентской застольной» (без куплета о «мёртвых репортёрах» и с сохранением некоторых сделанных цензором исправлений: «Без глотка, товарищ…»; «…по маленькой нальём»;), прозвучавший летом 1963 года в передаче «С добрым утром!». Однако чуть позже в том же году, делая фондовую запись для пластинки (с тем же квартетом), он окончательно отказался от несколько выбивавшихся из общего настроения песни слов: «Репортёр погибнет — не беда» в пользу цензурного варианта: «Но мы не терялись никогда». Точно так же поступал и Иосиф Кобзон, которого поэт на одном из концертов попросил исполнять «военную версию» песни.
Даже изменение названия стиха может поменять его суть. Симонов написал развернутый тост, что произносят в кругу друзей... «Тостующий» не забывает и повседневных забот и предлагает поднять рюмки за главное дело всех, кто был на фронте. Не понять, почему цензура так упорно стремилась уничтожить эту застольность.

## Основная тема
«Корреспондентская застольная» — это песня-тост, ставшая гимном профессии. По словам сына поэта — журналиста и писателя Алексея Симонова, — до сих пор остаётся загадкой, почему ритмически она оказалась близка «Мурке» («Раз пошли на дело — выпить захотелось» — «От Москвы до Бреста нет такого места»); не исключено, что это связано с суровым духом времени, когда «на „изыски“ никто не тянул».
О популярности песни свидетельствуют воспоминания писателя Анатолия Рыбакова, наблюдавшего, как оркестр ресторана приветствовал входившего в зал Симонова мелодией из «Корреспондентской застольной».
Симонов написал и «Жди меня», и «Песню о весёлом репортёре» вместе с Сурковым: «Вышли без задержки наутро, как всегда, “Известия”, и “Правда”, и “Красная звезда”». Все они забылись. А вот «Застольную» люди помнят.
Упоминание «Корреспондентской застольной» в романе Александра Солженицына «В круге первом» было дано в саркастическом ключе: писатель не только создал «карикатурный образ» военного корреспондента Галахова, сочинившего песню о фронтовых журналистах, но и язвительно прокомментировал отдельные её строки: «„От ветров и водки хрипли наши глотки“ — это где ж они брали столько водки, чтобы хрипнуть?». По мнению журналиста издания «Бульвар Гордона», «с самой войны Солженицын-артиллерист копил обиду на любимца фортуны Симонова-корреспондента. В „Шарашке“ он взял реванш».

## Памятник фронтовым корреспондентам
В 1993 году возле входа в Центральный Дом журналиста (Москва) был поставлен памятник фронтовым корреспондентам. Как рассказывал ветеран журналистики Фёдор Царёв, он вместе с коллегами обратился к скульптору Льву Кербелю, который при встрече с ними признался, что хотел бы запечатлеть «фигуру журналиста, присевшего, чтобы написать по горячим следам корреспонденцию в газету». На колонне за его спиной высечена цитата из «Корреспондентской застольной»: «С „лейкой“ и блокнотом, а то и с пулемётом сквозь огонь и стужу мы прошли».